# GNOME Terminal
O terminal GNOME, também chamado de gnome-terminal, é um emulador de terminal escrito por Havoc Pennington e outros.  Os emuladores de terminal permitem que os usuários acessem um shell UNIX enquanto permanecem em sua área de trabalho gráfica.

## Recursos
O Terminal GNOME (gnome-terminal na linha de comando ou o iniciador Alt-F2 do GNOME) emula o emulador de terminal xterm e oferece alguns dos mesmos recursos.